# Eubaphe cupraria
Eubaphe cupraria là một loài bướm đêm trong họ Geometridae.